# 언더아머의 스폰서십 목록
다음은 미국의 기업 언더아머의 스폰서십 목록이다.

## 축구

### 클럽
- 상파울루 FC
- 크루스 아술
- AZ 알크마르
- 사우샘프턴 FC
- 애스턴 빌라 FC
- 데포르티보 톨루카
- 콜로 콜로

### 선수
- 그라니트 자카
- 마이클 도슨
- 멤피스 데파이
- 보비 자모라
- 브누아 아수-에코토
- 저메인 존스
- 박주영

## 야구

### 클럽
- 요미우리 자이언츠
- 라쿠텐 몽키스
- 삼성 라이온즈

### 선수
- 강민호
- 김현수
- 나성범
- 노아 신더가드
- 닉 마카키스
- 디 스트레인지-고든
- 라이언 짐머맨
- 라이언 하워드
- 맷 위터스
- 바이런 벅스턴
- 버스터 포지
- 브라이스 하퍼
- 앤드류 베닌텐디
- 윌 마이어스
- 제프 프랑코어
- 크리스티안 옐리치
- 클레이튼 커쇼
- 카일 시거
- 프란시스코 린도어
- 프레디 프리먼
- 트래비스 다노
- 코디 벨린저
- 호세 레예스
- 윌슨 콘트레라스
- 아베 신노스케
- 마쓰다 노부히로
- 야나기타 유키
- 요시다 마사타카

## 농구
- 그레비스 바스케스
- 레이먼드 펠튼
- 데니스 스미스 주니어
- 스테판 커리
- 엠마누엘 무디에이
- 조엘 엠비드
- 켄트 베이즈모어
- 패티 밀스
- 김태술

## 미식축구
- 에디 레이시
- 캠 뉴튼
- 톰 브래디
- 훌리오 존스

## 골프
- 조던 스피스

## 테니스
- 앤디 머레이

## 수영
- 마이클 펠프스

## 종합 격투기
- 조르주 생 피에르

## 스키
- 린제이 본

## 대학교
- 노터데임 대학교
- 메릴랜드 대학교
- 미국 해군사관학교
- 연세대학교
- 오번 대학교
- 위스콘신 대학교

## 기타
- 김연경 (배구)
- 더 락
- 지젤 번천